# Jaskółowo
Jaskółowo [pronunciación en polaco: /jaskuˈwɔvɔ/] es una aldea ubicado en el distrito administrativo de Gmina Nasielsk, dentro del condado de Nowy Dwór, Voivodato de Mazovia, en el centro-este de Polonia. Se encuentra a unos 9 kilómetros al sureste de Nasielsk, a 22 kilómetros al noreste de Nowy Dwór Mazowiecki, y a 40 kilómetros al norte de Varsovia.